# Charles Ier d'Ailleboust
Pour les articles homonymes, voir d'Ailleboust.
Charles Ier d'Ailleboust, mort en avril 1585 à Autun, est un évêque catholique français.

## Biographie
Né dans une famille catholique de notable autunois, il est le fils de Pierre d'Ailleboust, médecin à Autun et médecin ordinaire de François Ier, et de Pérette de Séez, dame de Collonge-la-Madeleine.
Il grandit au sein d'une fratrie de huit enfants vivants dont : Perrine ou Ferrine, épouse de Jean Montrambault, avocat autunois ; Jean (l'aîné), chanoine d'Autun ; Anatole également chanoine d'Autun ; André, marchand et seigneur en partie de Collonge-la-Madeleine, économe de l'abbaye de Saint-Martin d'Autun, époux d'Odette Rolet ; Hugues, chanoine d'Autun, tous catholiques, et ceux qui ont épousé la religion réformée : Jean d'Ailleboust le Jeune, calviniste, médecin à Auxerre puis à Sens, médecin du roi Henri IV, marié à Marie Rémon, puis à Marguerite Minagier ; et Françoise, calviniste, épouse de Jean Lallemant, médecin autunois, célèbre pour ses ouvrages de mathématiques.
Pendant la Ligue, il est envoyé à La Rochelle comme émissaire auprès du prince de Condé, en compagnie de Gaspard de Montmorin, et Pierre Le Rat, lieutenant général de Poitiers.
En sa qualité de chanoine et de syndic du clergé de France, il eut à mener diverses opérations financières. Comme de nombreux ecclésiastiques, il a perçu des sommes plus ou moins importantes en fonction de leur rôle dans l'organisation du rachat des aliénations du temporel ecclésiastiques de 1563. Il reçut en plusieurs versements la somme de 11 560 livres tournois. À Autun, le chiffre des ventes remboursées par le clergé est inférieur à la taxe du rachat.
Il se brouille avec son ami l'historien Pierre de Saint Julien de Balleure, qu'il a encouragé à écrire L'Origine des Bourguignons, car dans son épître il l'honore en ces termes : « […] qui a marché avec honneur et réputation par les degrés inférieurs de chanoine, prieur, abbé et syndic général du clergé de France […] et mérite bien le mot de Perfectissime ».
Amateur d'art, il est connu des bibliophiles comme étant le propriétaire de l'un des premiers ouvrages ex-libris, que l'on retrouve dans les manuscrit de Pierre Palliot.
L'Autunois François Perrin écrivit un discours à l'intention de Charles d'Ailleboust :

« Vous y verrez Prélat, comme la douce Muse,

Qui me tient apprentif, à quelque heure m'amuse

À piquer vivement le vice déréglé,

Qui traîne pas à pas le pauvre homme aveuglé

En malheurs infinis, que même elle déplore:

Après, changeant de ton, ore elle rit, et ore

Elle dit des mortels mille perfections,

Accordant sa musique avec ses passions,

Et par divers moyens subtile, elle s'efforce

(À qui voudra sucer le miel dessous l'écorce)

De mettre à découvert et montrer tout à plain,

En quoi git le malheur et le bonheur humain. »

Charles Ier d'Ailleboust est mort en avril 1585 et fut inhumé le 29 avril 1585 dans l'église Saint-Jean-de-la-Grotte de la cathédrale Saint-Nazaire d'Autun.

## Armoiries
- « De gueules au chevron d'or, accompagné de trois étoiles d'or, deux en chef, une en pointe soutenue d'un cœur »
- Devise : « Ex labore quies »